# Insula Sf. Ivan
Insula Sf. Ivan (în bulgară остров св. Иван, transliterat: ostrov sv. Ivan) este cea mai mare insulă bulgară din Marea Neagră, cu o suprafață de 0,66 km². Se află în largul coastei bulgare a Mării Negre⁠(d), lângă Sozopol, un oraș cu istorie bogată și stațiune turistică populară, și este separat de o strâmtoare de câteva sute de metri lungime de mica insulă vecină Sf. Petru⁠(d). Cu un punct maxim la 33 m deasupra nivelului mării, ea este și cea mai înaltă dintre insulele marine bulgare. Se află la 920 m de peninsula Stoleț, locația orașului vechi Sozopol.

## Istorie
În preajma secolelor al VII-lea–al IV-lea î.e.n., insula a fost populată de traci. După ce Sozopol (Apollonia) a fost cucerit de romani în 72 î.e.n., pe insulă a fost construit un far. Lângă sanctuarul trac, localnicii au construit un templu al lui Apollo cu o statuie de bronz realizată de Calamis⁠(d), cu o înălțime de 13,2 m, ușor de văzut din oraș. Un complex de clădiri a fost construit în jurul templului din partea de sud-est a insulei, inclusiv stații de sănătate, hanuri etc. 
După convertirea la creștinism, în secolele al V-lea–al VI-lea a fost construit un complex monastic pe vârful ruinelor vechiului templu roman, inclusiv Bazilica Maica Domnului. Spre secolele al VII-lea–al IX-lea, bazilica a fost abandonată doar pentru a fi reconstruită în secolul al X-lea. Mănăstirea Ioan Înaintemergătorul și Botezătorul a devenit un centru important al creștinismului în regiune; clădirile mănăstirii și bisericii au fost reconstruite în 1262–1310. Cercetările arheologice au fost efectuate după 1985 timp de câțiva ani, astfel încât astăzi pot fi văzute rămășițele a două biserici, o reședință regală, o bibliotecă, o parte din zidul fortificat⁠(d) cu poarta și mai multe chilii monahale. Mănăstirea era o stavropighie⁠(d) a Patriarhiei din Constantinopol și este posibil ca doi foști patriarhi să fi fost înmormântați acolo după ce au fost trimiși în exil. 
Sozopol a fost cucerit de otomani împreună cu Constantinopolul, în 1453, iar mănăstirea a fost complet distrusă, dar mai târziu reconstruită în 1467–1471. În anii 1620 a fost un refugiu pentru pirații cazaci care atacau coasta de vest a Mării Negre. Arheologii au descoperit chiar și resturile unei petreceri a cazacilor în biserică. Otomanii au distrus clădirile rămase de pe insula Sf. Ivan în iulie 1629 pentru a nu mai fi folosite de pirați. Insula a jucat un rol și în Războiul Ruso-Turc din 1828-1829, când a fost folosită ca spital de campanie pentru soldații ruși care sufereau de holeră și avea și un cimitir rusesc. 
Până la mijlocul secolului al XIX-lea, când un fenomen natural le-a separat cel mai probabil, mica insulă Sf. Petru de la est de Sfântul Ivan a fost cel mai probabil o parte a ei. Au mai existat și două insule mici, sau stânci mari la est de Sfântul Petru, cunoscute sub numele de Milos și Gata; ele au fost descrise ultima dată de corespondenții de război din anii 1820. 
Pe insulă s-a păstrat și un far construit de ingineri francezi în 1884 și îndreptat spre Golful Burgas. În anii 1970 și la începutul anilor 1980 a existat un proiect de construire a unui mare hotel de către compania Balkanturist pe insula Sf. Ivan, însă intervenția lui Todor Jivkov a împiedicat acest lucru. 

În august 2010, BBC a raportat că pe insulă au fost găsite moaște ale lui Ioan Botezătorul. Datarea cu radiocarbon a confirmat că oasele aparțineau unui om care a trăit și a murit în Orientul Mijlociu la mijlocul secolului I.

## Natura
În afară de semnificația sa istorică, insula este și o rezervație naturală din 1993, cu 72 de specii de păsări care cuibăresc pe stânci și în jurul coastei, dintre care 3 sunt pe cale de dispariție în lume și 15 în Europa. Sf. Ivan și insula adiacentă Sf. Petru găzduiesc cele mai mari colonii din Bulgaria de pescăruși ai lui Audouin⁠(d) (Ichthyaetus audouinii) și pescăruși caspici (Larus cachinnans). Insula Sf. Ivan este locuită și de alte specii rare, cum ar fi focile-călugăr mediteraneene. Stâncile de pe insulă sunt acoperite cu midii negre. 